# Chavagnes-en-Paillers
Chavagnes-en-Paillers é uma comuna francesa na região administrativa da Pays de la Loire, no departamento de Vendéia. Estende-se por uma área de 40,57 km². Em 2010 a comuna tinha 3 629 habitantes (densidade: 89,5 hab./km²).